# Sasha (photographe)
Pour les articles homonymes, voir Sasha, Stewart et Alexander Stuart.
Alexander Stewart, plus connu comme Sasha (Édimbourg, 1892 - 1953) est un photographe britannique actif à Londres pendant la première moitié du XXe siècle.

## Biographie
Alexander Stewart naît à Édimbourg en 1892.
Il devient photographe professionnel en 1914, sous le nom de « Sasha ». Au début des années 1920, il ouvre un studio au 9 Hart Street, à Bloomsbury, puis au 7 Suffolk Street, à Pall Mall,.

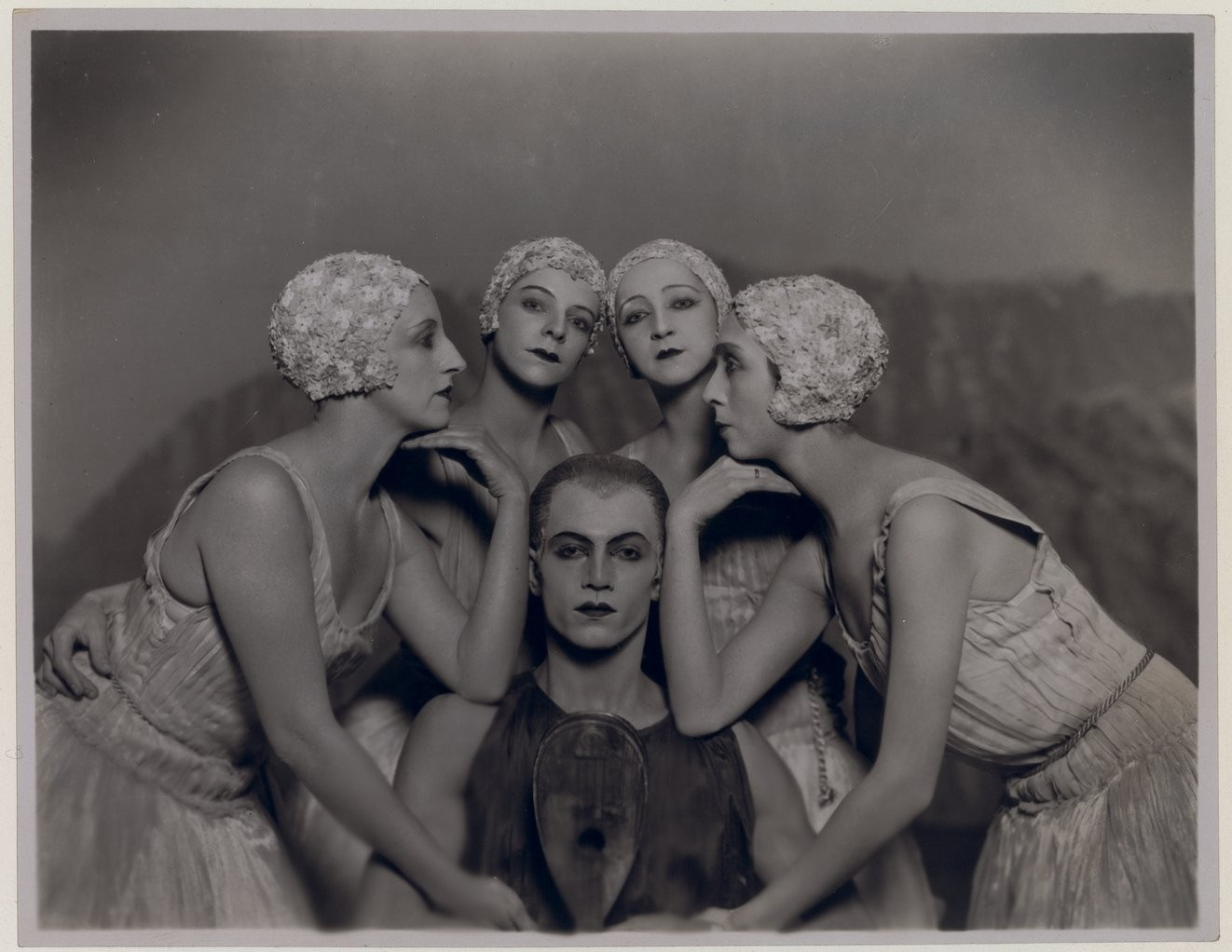
Serge Lifar entouré de Lubov Tchernicheva, Alice Nikitina, Alexandra Danilova et Felia Doubrovska, en costume pour la représentation dApollon musagète en 1928 (photographie de Sasha).

Sasha réalise principalement des portraits de scène, de pièces de théâtre, de ballets de danse et de société qui sont régulièrement publiés dans des magazines tels que The Tatler et The Sketch,,.
« Grand pionnier de la technique », Sasha développe son propre matériel technique : il développe système permettant de produire des images kaléidoscopiques qui apparaissaient souvent dans The Sketch à la fin des années 1920, et crée l’« ampoule Sashalite » — sorte de flash photographique,, —, que General Electric fabrique et commercialise à partir de 1929,. Dans les années 1930, la police anglaise l'utilise pour exécuter des constats en mauvaise lumière ou de nuit, afin d'éviter l'éclairage sur l'opérateur.
Dans les années 1930, Sasha travaille avec des sociétés cinématographiques britanniques et réalisé des portraits de vedette du cinéma telles que Vivien Leigh et Fred Astaire. Il est actif jusqu'au début des années 1950, depuis son dernier studio situé au 22 Panton Street, Leicester Square.
Alexander Stewart meurt en 1953.